# Finkenbergstraße 5 (Biberach)

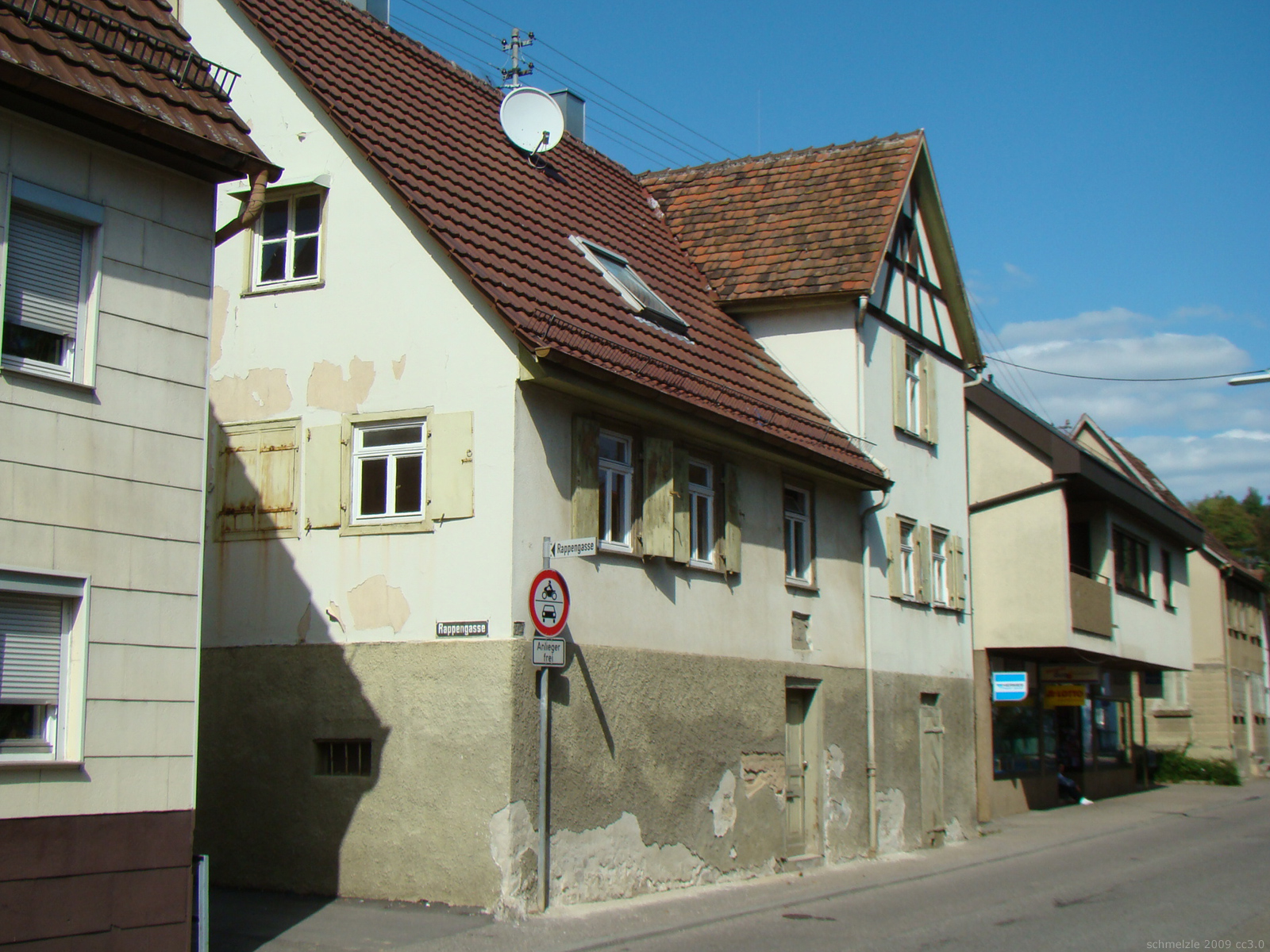
Gebäude Finkenbergstraße 5 in Heilbronn-Biberach

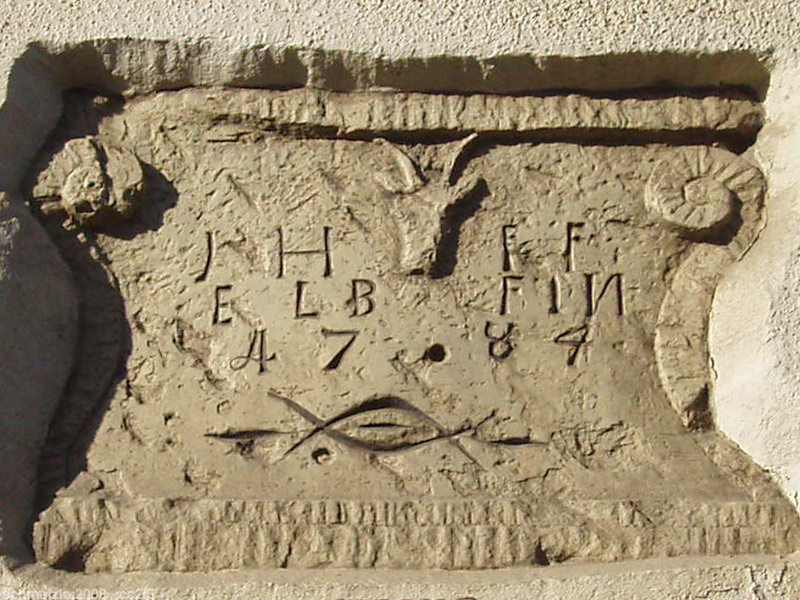
Vermauerter Ofenstein am Gebäude Finkenbergstr. 5

Das Wohnhaus Finkenbergstraße 5 im Heilbronner Stadtteil Biberach ist ein privater Profanbau, der um 1900 aufgestockt wurde. Die Tür von 1900 und ein darüber eingemauerter Ofenstein von 1784 sind denkmalgeschützt und gelten als Kulturdenkmal.

## Beschreibung
Der vermauerte Ofenstein ist auf das Jahr 1784 datiert und wird von Voluten im Stil des Barock geschmückt. Weiterhin sind auf dem Ofenstein die Initialen des Bauherrn und ein stilisierter Rinderkopf zu sehen. Um 1900 wurde das Gebäude aufgestockt. Aus dieser zweiten Bauphase ist eine original erhaltene Tür zu sehen, die eine symmetrische Felderung mit Motiven aus dem Barock und des Neoklassizismus aufweist.